# أليساندرو روجيري
أليساندرو روجيري (بالإيطالية: Alessandro Ruggeri)‏ هو لاعب كرة قدم إيطالي في مركز الدفاع، ولد في 16 نوفمبر 1990 في كانتو في إيطاليا. لعب مع نادي بياتشينزا ونادي ريجينا.

## وصلات خارجية
- أليساندرو روجيري على موقع قاعدة بيانات كرة القدم.إي يو (الإنجليزية)
- أليساندرو روجيري على موقع Soccerway.com (الإنجليزية)